# Coronicium thymicola
Coronicium thymicola är en svampart som först beskrevs av Bourdot & Galzin, och fick sitt nu gällande namn av Jülich 1975. Coronicium thymicola ingår i släktet Coronicium och familjen mattsvampar.   Inga underarter finns listade i Catalogue of Life.